# Targeta de memòria

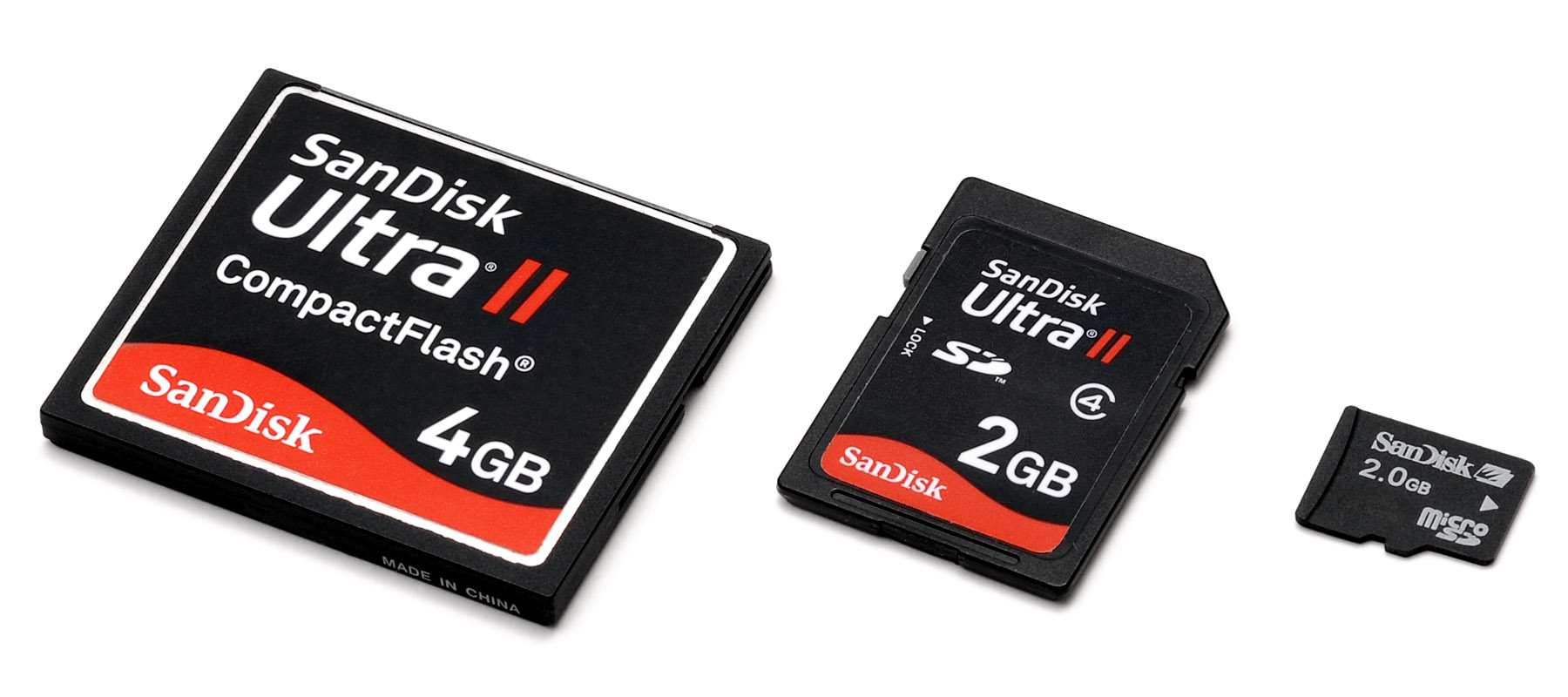
Compact flash, SD, i microSD.

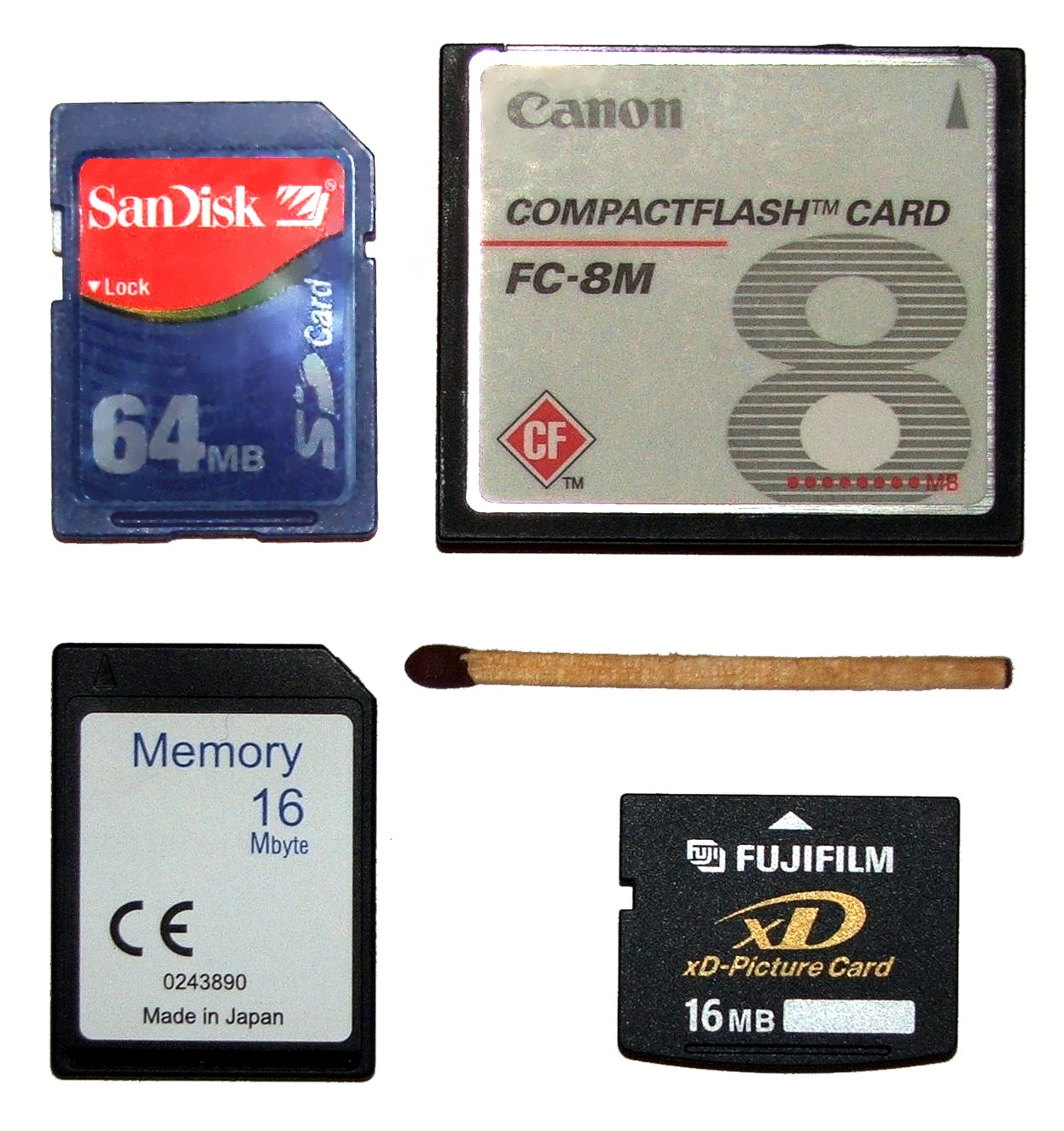
Diferents targetes de memòria comparades amb un llumí.

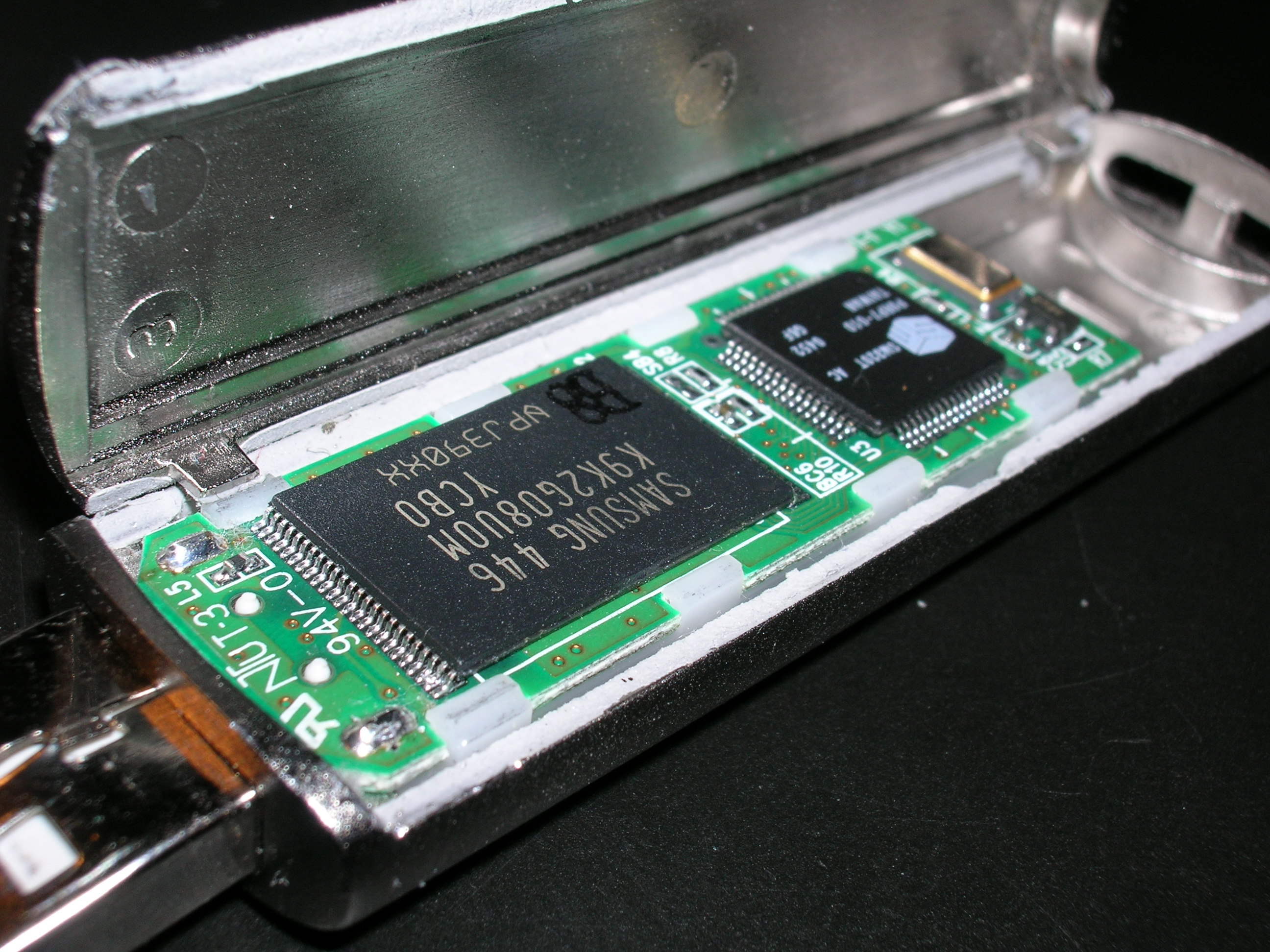
Dispositiu USB. El Circuit integrat de l'esquerra és la memòria flaix, el de la dreta el microcontrolador.

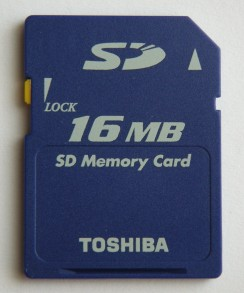
Targeta 16Mb Secure Digital, un dels tipus de memòria flaix

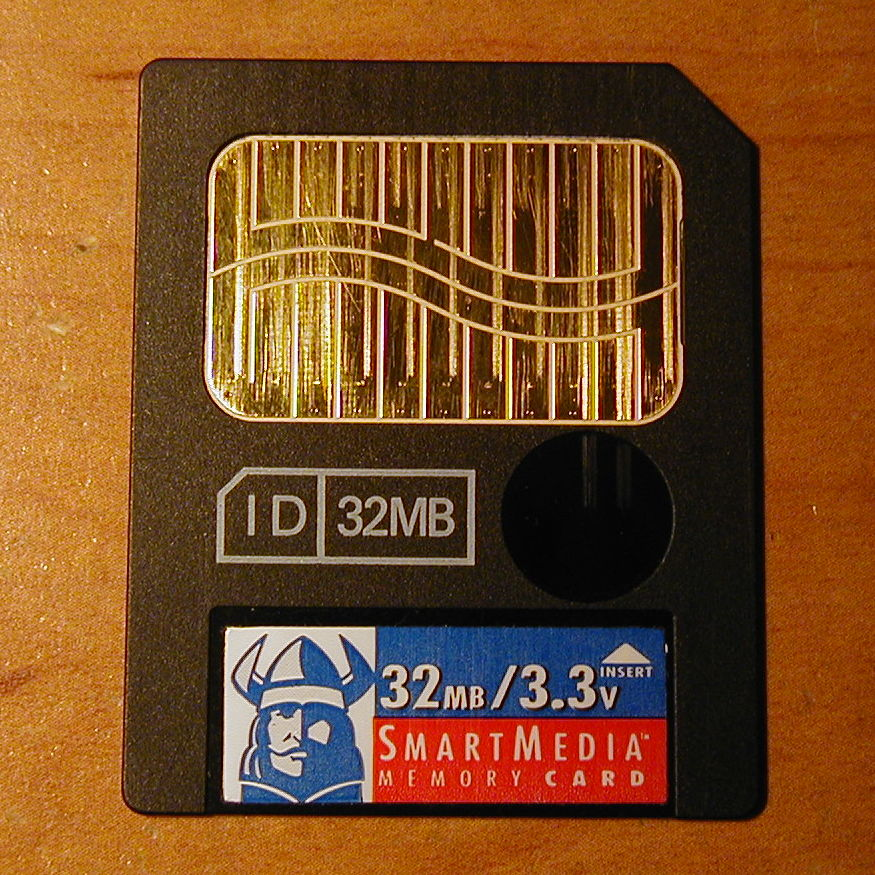
Targeta de memòria flaix SmartMedia de 32MB

Una targeta de memòria és un dispositiu que ofereix una forma fàcil, ràpida i fiable per a emmagatzemar i transferir arxius digitals. Funciona com una unitat portàtil de disc dur, però té alguns avantatges molt superiors, ja que gairebé totes les targetes de memòria es basen en la tecnologia de memòria flaix, són per tant "no volàtils" i poden comptar amb un "factor de forma" molt petit. Les targetes de memòria flaix, són molt més durables i fiables que un disc dur. Permeten afegir memòria a aquests dispositius usant una targeta en un sòcol en lloc d'unitats flaix USB que sobresurten.

## Generalitats

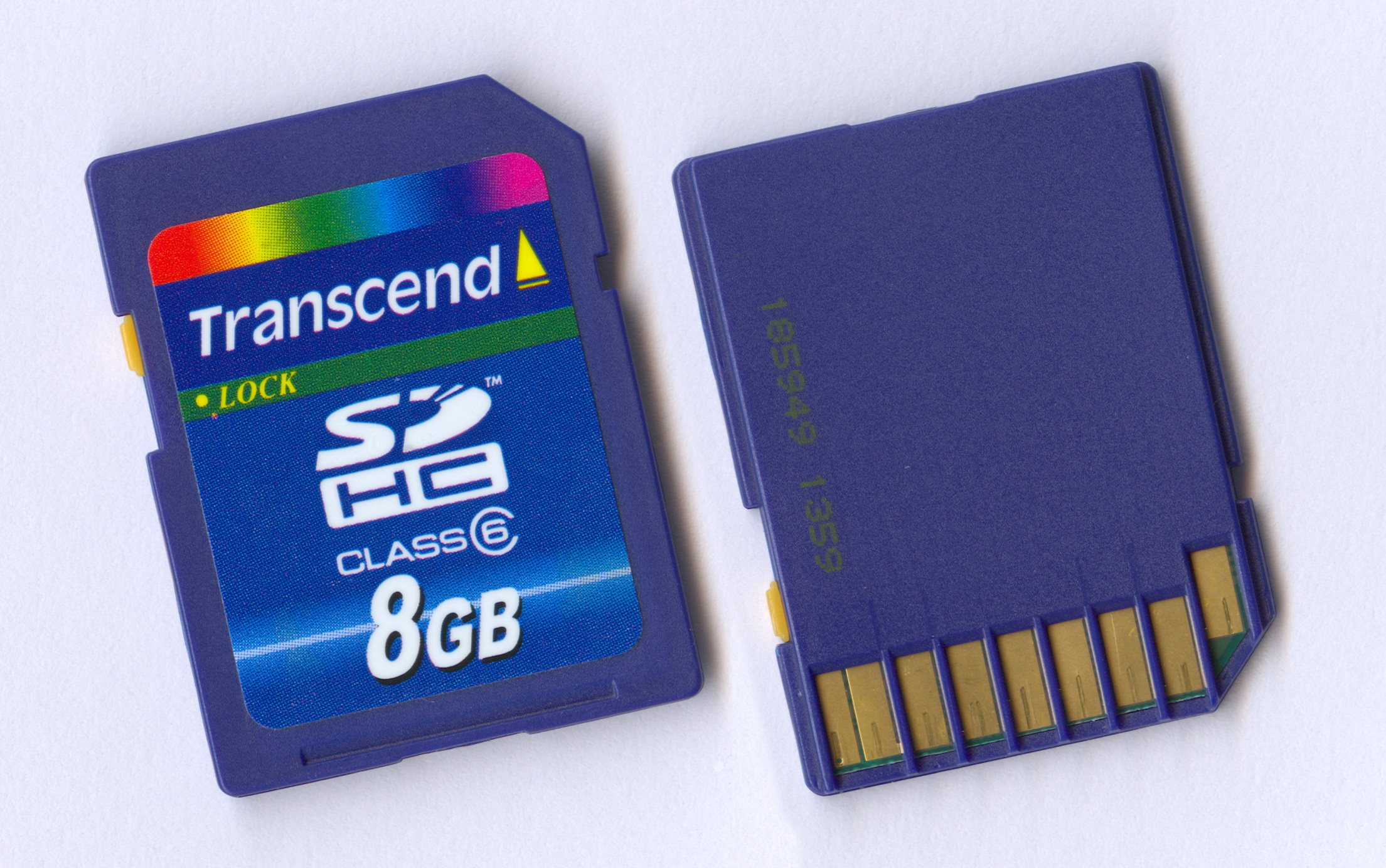
Targeta de memòria SDHC Classe 6 Transcend de 8 GB

Una targeta de memòria és un xip de memòria que manté el contingut.
El concepte de memòria flaix va ser encunyat per Fujio Masuoka a Toshiba el 1980 i comercialitzat per Toshiba el 1987 per la capacitat per esborrar les dades en un flash (instant).
El desenvolupament de les targetes de memòria va ser impulsat a la dècada de 1980 per la necessitat d'una alternativa a les unitats de disquet que tinguessin un menor consum d'energia, tinguessin menys pes i ocupessin menys volum als ordinadors portàtils. Alguns també es van comercialitzar com una alternativa de menor cost als cartutxos ROM. Diversos proveïdors van desenvolupar diversos formats de targetes de memòria incompatibles i competidors, com per exemple la Bee Card, Astron SoftCards, Sega Cards, targetes de memòria NEC UltraLite, i el Mitsubishi Melcard, que venia en variants amb connectors de 60 i 50 pins. La Sega Card va ser desenvolupada com una alternativa més econòmica als cartutxos de jocs. Algunes targetes de memòria sutilitzaven per ampliar la memòria dels portàtils.
JEIDA, l'Associació de Desenvolupament de la Indústria Electrònica del Japó, va començar a treballar en un estàndard per a targetes de memòria el 1985 i va desenvolupar la targeta de memòria JEIDA el 1986.
L'Associació Internacional de Targetes de Memòria per a Ordinadors Personals (PCMCIA) va ser una associació industrial creada el 1989 per promoure un estàndard per a targetes de memòria en PC i va treballar en estreta col·laboració amb JEIDA, adoptant el seu disseny de connector de 68 pins. L'especificació per a targetes PCMCIA tipus I, posteriorment reanomenades com a PC Cards, es va publicar per primera vegada el 1990 i va unificar l'estàndard de targetes de memòria JEIDA amb l'estàndard PC Card. Este formato posteriormente incluyó soporte para otros dispositivos además de las tarjetas de memoria. La PC Card (PCMCIA) es trobava entre els primers formats comercials de targetes de memòria (de tipus I) que van aparèixer a la dècada de 1990, però ara s'utilitza principalment en aplicacions industrials i per connectar dispositius d'entrada-sortida com el mòdem. També van aparèixer en els anys 1990, una sèrie de formats de targetes de memòria més petita que la PC Card, com CompactFlash, SmartMedia, Secure Digital, MiniSD, MicroSD i similars.
Derivats de EEPROM, s'esborren en blocs fixos, en lloc de bytes individuals. Les mides dels blocs en general van de 512 bytes fins a 256 KB.
Els xips flaix són menys costosos i proporcionen petites densitats de bits. A més, el flaix s'està convertint en una alternativa per als EPROM perquè es poden actualitzar fàcilment.
La necessitat de targetes petites per a telèfons mòbils, els PDA i càmeres digitals compactes va produir una tendència que va deixar la generació anterior de targetes massa grans. A les càmeres digitals, SmartMedia (SM) i CompactFlash (CF) havien tingut molt èxit. El 2001 SM havia capturat el 50% del mercat de càmeres digitals i CF tenia un domini absolut sobre les càmeres digitals professionals. En 2005, però, Secure Digital i Multi Media Card havien ocupat el lloc de SM, encara que no al mateix nivell i amb una forta competència procedent de les variants de Memory Stick, xD-Picture Card i CF.
Al camp industrial, fins i tot les venerables targetes de memòria PCMCIA encara mantenen un nínxol de mercat, mentre que als telèfons mòbils i PDA, el mercat de la targeta de memòria estava molt fragmentat, fins a l'any 2010 quan microSD va passar a dominar el mercat de telèfons intel·ligents i tauletes.
Des de 2010, els nous productes de Sony (abans només feien servir Memory Stick) i Olympus (abans només feien servir XD-Card) s'ofereixen amb una ranura addicional Secure Digital. En efecte, la guerra de formats s'ha decidit a favor de la SD.

## Usos de la targeta de memòria
Les targetes de memòria es poden usar amb càmeres digitals, telèfons mòbils, càmeres de vídeo, àudio portàtil, reproductors de DVD i de vídeo, PDA, consoles de videojocs, ordinadors portàtils, d'escriptori, impressores, etc.. En el futur s'espera que tots els dispositius electrònics siguin compatibles amb algun tipus de targeta de memòria. El motor darrere del creixement de la demanda de les targetes de memòria és el seu ús en els telèfons mòbils, reproductors de MP3, càmeres digitals, etc.
En un futur pròxim atès que la capacitat d'emmagatzematge i la velocitat de transferència aniran augmentant, les targetes de memòria de mica en mica substituiran a molts mitjans d'emmagatzematge que fins ara semblaven insubstituibles, com ara el disc dur.
Alguns exemples de targetes de memòria (la majoria fan ús de la tecnologia de memòria flaix):
- Dispositius de memòria USB
- Targeta Secure Digital que són un dels tipus més utilitzat en l'actualitat.
- Targeta Compact Flash
- Targeta Memory Stick
- Targeta Multi Media Card

Per un consumidor, és fàcil confondre's amb tots aquests tipus diferents. Quina targeta de memòria s'ha d'utilitzar per una aplicació determinada. Les targetes de memòria són fetes per una gran varietat de fabricants i es poden trobar en diferents capacitats i velocitats de transferència.

## Característiques de cada format de targeta
| Nom                          | Acrònim  | Dimensions           | DRM        |
| ---------------------------- | -------- | -------------------- | ---------- |
| PC Card                      | PCMCIA   | 85.6 × 54 × 3.3 mm   | cap        |
| CompactFlash I               | CF-I     | 43 × 36 × 3.3 mm     | cap        |
| CompactFlash II              | CF-II    | 43 × 36 × 5.5 mm     | cap        |
| SmartMedia                   | SM / SMC | 45 × 37 × 0.76 mm    | cap        |
| Memory Stick                 | MS       | 50.0 × 21.5 × 2.8 mm | MagicGate  |
| Memory Stick Duo             | MSD      | 31.0 × 20.0 × 1.6 mm | MagicGate  |
| Memory Stick PRO Duo         | MSPD     | 31.0 × 20.0 × 1.6 mm | MagicGate  |
| Memory Stick PRO-HG Duo      | MSPDX    | 31.0 × 20.0 × 1.6 mm | MagicGate  |
| Memory Stick Micro M2        | M2       | 15.0 × 12.5 × 1.2 mm | MagicGate  |
| Miniature Card               |          | 37 x 45 x 3.5 mm     | cap        |
| MultiMedia Card              | MMC      | 32 × 24 × 1.5 mm     | cap        |
| Reduced Size Multimedia Card | RS-MMC   | 16 × 24 × 1.5 mm     | cap        |
| MMCmicro Card                | MMCmicro | 12 × 14 × 1.1 mm     | cap        |
| Secure Digital card          | SD       | 32 × 24 × 2.1 mm     | CPRM       |
| SxS                          | SxS      |                      |            |
| Universal Flash Storage      | UFS      |                      |            |
| miniSD card                  | miniSD   | 21.5 × 20 × 1.4 mm   | CPRM       |
| microSD card                 | microSD  | 15 × 11 × 0.7 mm     | CPRM       |
| xD-Picture Card              | xD       | 20 × 25 × 1.7 mm     | cap        |
| Intelligent Stick            | iStick   | 24 x 18 x 2.8 mm     | cap        |
| Serial Flash Module          | SFM      | 45 x 15 mm           | cap        |
| µ card                       | µcard    | 32 x 24 x 1 mm       | desconegut |
| NT Card                      | NT NT+   | 44 x 24 x 2.5 mm     | cap        |

## Galeria d'imatges

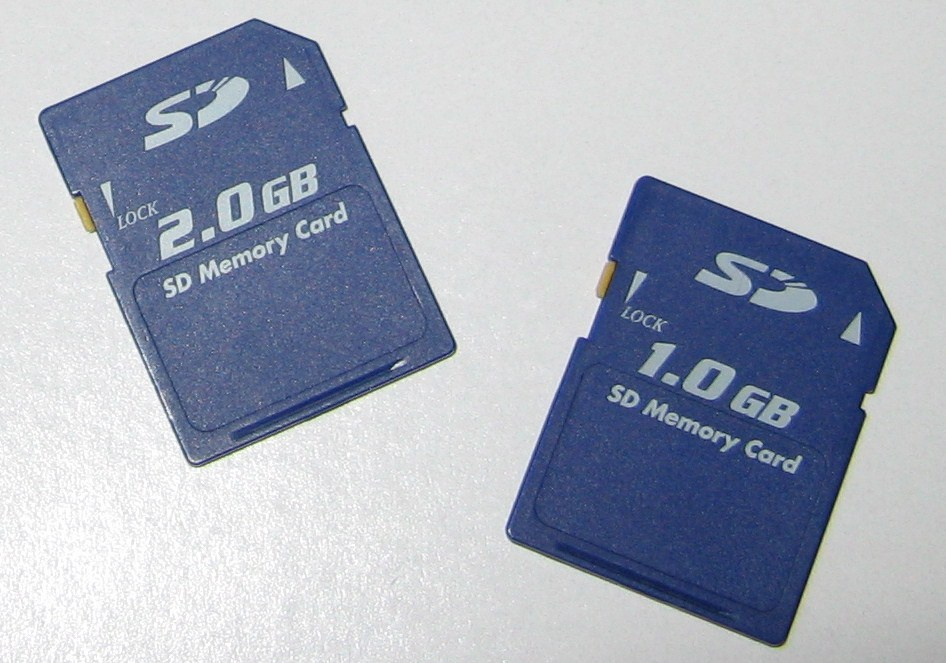
Secure Digital card (SD)
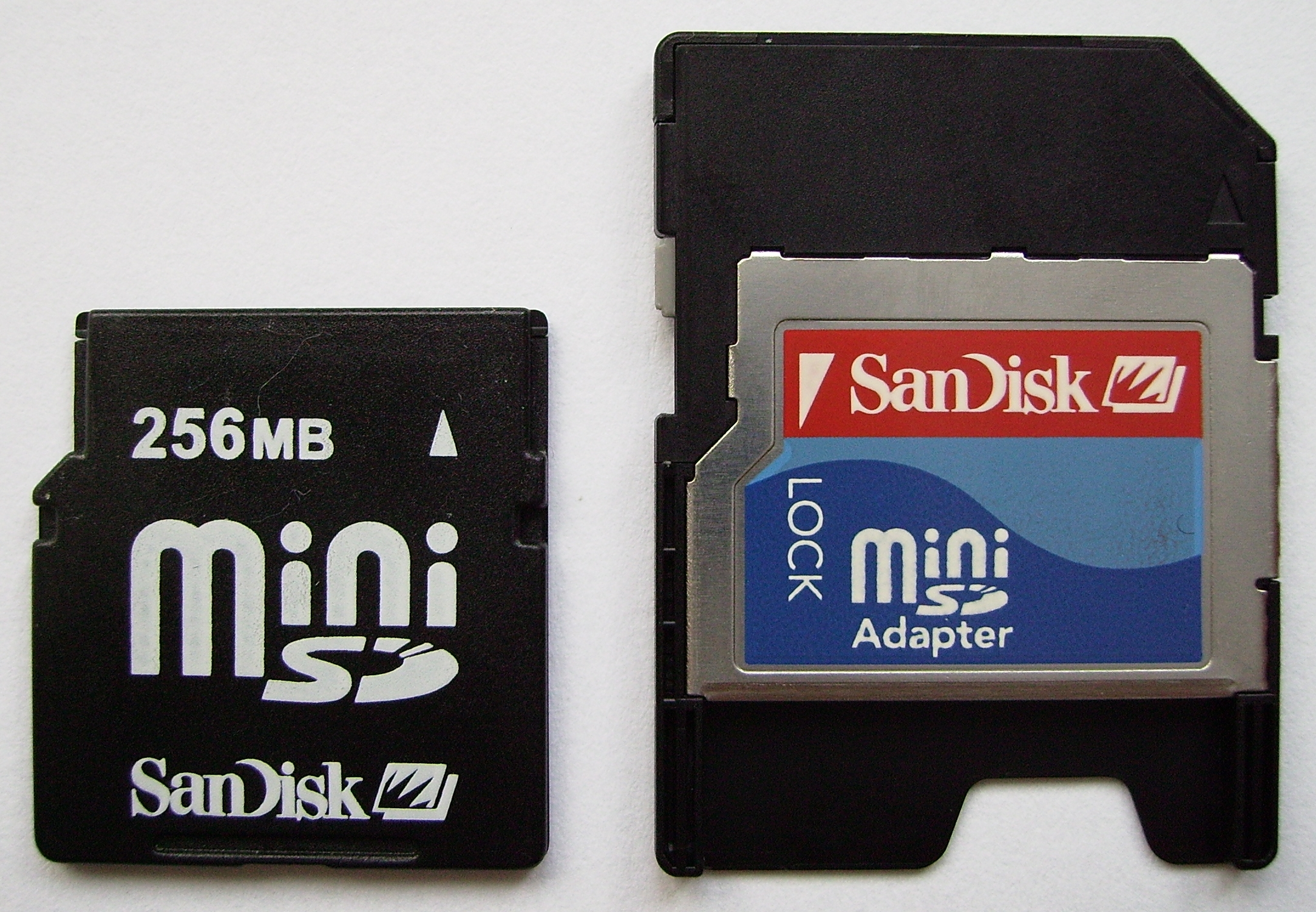
MiniSD Card
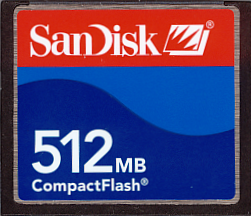
CompactFlash (CF-I)
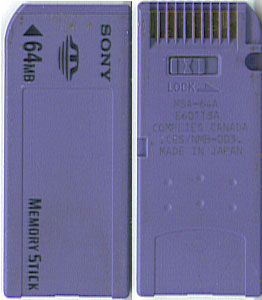
Memory Stick
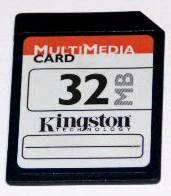
MultiMediaCard (MMC)
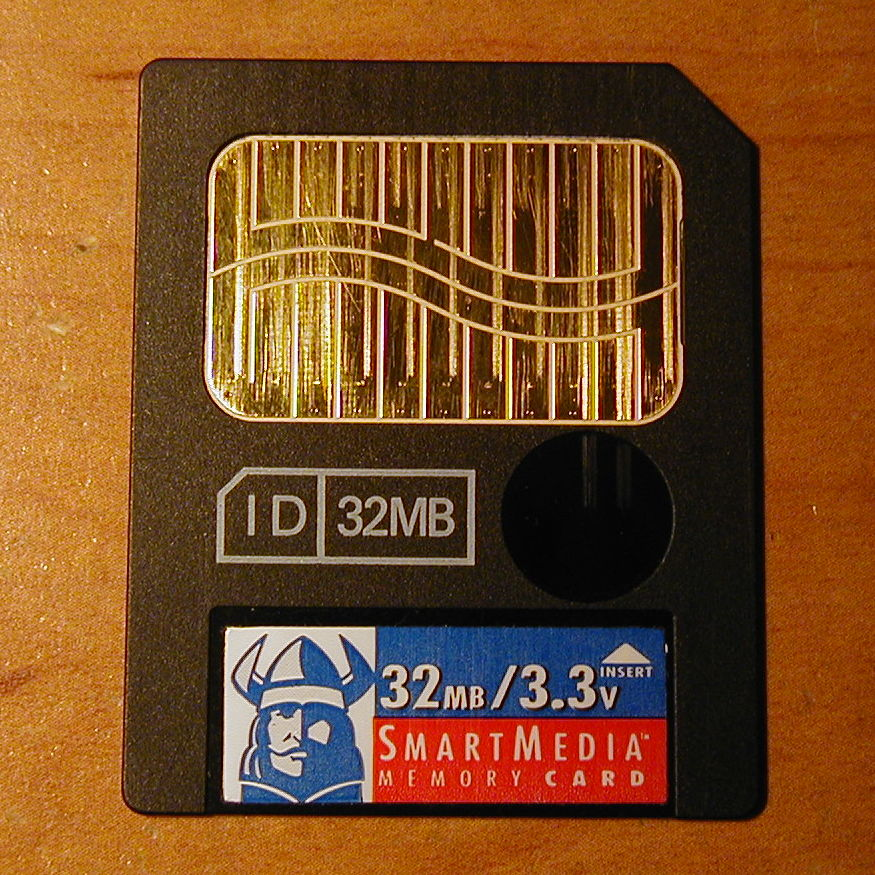
SmartMedia
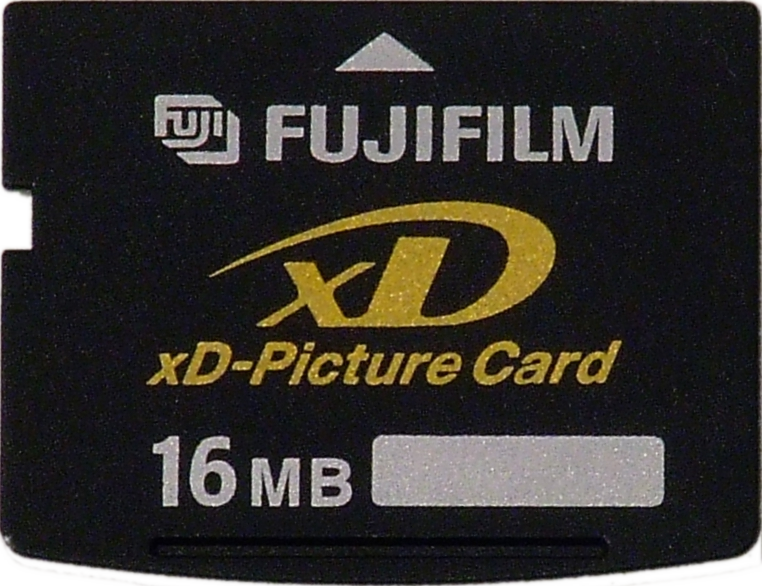
xD-Picture Card (xD)

## Llista de tots els tipus de targetes de memòria
- Targeta intel·ligent (ISO/IEC 7.810, ISO/IEC 7.816 "Smartcard" estàndards, etc.)
  - SIM (Subscriber Identity Module)
  - Targeta telefònica

- ATA PCMCIA de tipus I Flash Memory Card (targeta de PC ATA de tipus I)
  - Targetes PCMCIA Tipus II, Tipus III de
- Targeta CompactFlash (tipus I), CompactFlash d'alta velocitat
- CompactFlash Tipus II, CF + (CF2.0), CF3.0
  - Microdrive

- MiniCard (targeta miniatura) (màxim 64 MB (64 MiB))
- SmartMedia Card (SSFDC) (màxim 128 MB) (3,3 V, 5 V)
- XD-Picture Card, xD-Picture Card Tipus M
- Memory Stick, MagicGate Memory Stick (màxim 128 MB), Memory Stick Select, ("Select" significa: 2x128 MB amb interruptor A/B)

- MultiMediaCard (MMC)
  - Reduced-Size MultiMediaCard (RS-MMC)
  - Dual-Voltage MultimediaCard (DV-MMC)
  - MMC plus i MMC mobile
  - MMC micro
  - MiCard
  - SecureMMC

- Targeta Secure Digital (SD), Secure Digital High-Speed, Secure Digital Plus/Xtra/, etc. (SD amb connector USB),
  - Targeta miniSD
  - Targeta microSD (aka Transflash, T-Flash)
  - SDHC
- MU-Flash (Mu-Card) (Mu-Card Aliança de Omia)
- C-Flash

- UFC (USB Flashcard)  Arxivat 2006-02-24 a Wayback Machine. (utilitza USB)
- FISH Universal per al transport de la targeta de memòria estàndard (utilitza USB)

- Les targetes de memòria de disc:
  - Clik! (PocketZip), (40 MB PocketZip),
  - Disquet (32MB, LS120 i LS240, 2-polzades, 3.5 polzades, etc.),
- Intelligent Stick (iStick, una basada en USB targeta de memòria flash amb MMS)
- SxS (S per S) de targeta de memòria, nova especificació de targeta de memòria desenvolupada per Sandisk i Sony. SxS d'acord amb l'ExpressCard estàndard.
- Nexflash com_staticxt/Itemid, 553/xt_item, 1/staticfile, Nexflash{Winbond press_011000.htm[Enllaç no actiu] Serial Flash Module (SFM), targetes en el rang 1 MB, 2 MB i 4 MB.

## Targetes de memòria de les videoconsoles
Moltes de les videoconsoles tenen particularment targetes de memòria per desar dades.
Les mides i la capacitat són les característiques més importants.
- La línia de Xbox de Microsoft:
  - Xbox - Unitat de memòria (8 MB)
  - Xbox 360 - Unitat de memòria (64MB, 256MB versió anunciada)
- La línia de Nintendo:
  - Nintendo 64 Controller Pak (256 KB, dividit en 123 pàgines)
  - Nintendo GameCube Memory Card (59- (512KB), 251- (2MB) i 1019-bloc (8MB)) Aquesta memòria és simplement una modificació d'una targeta SD.
  - Wii Nintendo GameCube Memory Card compatible i Secure Digital
- Sega Dreamcast Visual Memory Unit (VMU) (128 KB dividit en 200 blocs)
- Sega Saturn - la unitat de memòria pot desar 20 blocs de partides de jocs.
- La línia de la Sony PlayStation:
  - PlayStation Memory Card (1 Mb/128 KB dividit en 15 blocs)
  - La PocketStation pot utilitzar la Memory Card de la PlayStation
  - PlayStation 2 Memory Card (8 i 16 MB)